# کد توربو
در بحث تئوری اطلاعات، کد توربو یک نوع تصحیح کننده خطا رو به جلو (به انگلیسی: Forward Error Correction) با عملکرد بهتر است که در سال ۱۹۹۳ توسعه پیدا کرد. این کدها در ابتدا کدهای تمرینی بودند که ظرفیت کانال را تقریب می‌زدند. کدهای توربو در نسل سوم تلفن همراه و ارتباطات ماهواره‌ای استفاده می شوند. از دیگر کاربردهایی که طراحان بدنبال دستیابی به آن‌ها هستند می‌توان به انتقال اطلاعات قابل اعتماد بیش از پهنای باند (یا تاخیر) لینک‌های ارتباطی محدود در حضور داده‌هایی که دچار نویز شدند، اشاره کرد. کدهای توربو امروزه در رقابت با کدهای ال‌دی‌پی‌سی (به انگلیسی: LDPC Codes) هستند که کارایی مشابهی دارند.

## یک نمونه از کد کننده
نمونه های زیادی از کد های توربو  مثل ، کد کننده های با ترکیب متفاوت ، نرخ ورودی/خروجی ، در هم ریزنده متفاوت وجود دارد. در مثالی که زده شده از یک کد کننده توربو کلاسیک استفاده می شود و یک طراحی از کد های توربو موازی نشان می دهد.